# Lycosa arambagensis
Espèce
Lycosa arambagensis est une espèce d'araignées aranéomorphes de la famille des Lycosidae.

## Distribution
Cette espèce est endémique du Bengale-Occidental en Inde,.

## Étymologie
Son nom d'espèce, composé de arambag et du suffixe latin -ensis, « qui vit dans, qui habite », lui a été donné en référence au lieu de sa découverte, Arambag dans le district de Hooghly.

## Publication originale
- Biswas & Biswas, 1992 : Araneae: Spiders. State Fauna Series 3: Fauna of West Bengal, vol. 3, p. 357-500.